# Носсак (Лозер)
Носса́к (фр. Naussac) — колишній муніципалітет у Франції, у регіоні Окситанія, департамент Лозер. Населення — 209 осіб (2011).
Муніципалітет був розташований на відстані близько 480 км на південь від Парижа, 125 км на північ від Монпельє, 36 км на північний схід від Манда.

## Історія
До 2015 року муніципалітет перебував у складі регіону Лангедок-Русійон. Від 1 січня 2016 року належав до нового об'єднаного регіону Окситанія.
1 січня 2016 року Носсак і Фонтан було об'єднано в новий муніципалітет Носсак-Фонтан.

## Демографія
Динаміка населення (Cassini ):
Розподіл населення за віком та статтю (2006):
| Стать | Всього | До 15 років | 15-24 | 25-44 | 45-64 | 65-85 | Понад 85 |
| --- | ------ | ----------- | ----- | ----- | ----- | ----- | -------- |
| Чоловіки | 100    | 28          | 12    | 36    | 16    | 8     | 0        |
| Жінки | 108    | 28          | 16    | 52    | 0     | 12    | 0        |
| \| Статево-вікова піраміда \| Статево-вікова піраміда \| Статево-вікова піраміда \| \| ----------------------- \| ----------------------- \| ----------------------- \| \| Чоловіки \| Вік \| Жінки \| \| 0 \| 85 + \| 0 \| \| 0 \| 80-84 \| 4 \| \| 4 \| 75-79 \| 0 \| \| 0 \| 70-74 \| 8 \| \| 4 \| 65-69 \| 0 \| \| 4 \| 60-64 \| 0 \| \| 4 \| 55-59 \| 0 \| \| 4 \| 50-54 \| 0 \| \| 4 \| 45-49 \| 0 \| \| 8 \| 40-44 \| 20 \| \| 16 \| 35-39 \| 20 \| \| 4 \| 30-34 \| 4 \| \| 8 \| 25-29 \| 8 \| \| 0 \| 20-24 \| 8 \| \| 12 \| 15-20 \| 8 \| \| 12 \| 10-14 \| 16 \| \| 16 \| 5-9 \| 8 \| \| 0 \| 0-4 \| 4 \| |        |             |       |       |       |       |          |
| Статево-вікова піраміда |        |             |       |       |       |       |          |
| Чоловіки | Вік    | Жінки       |       |       |       |       |          |
| 0 | 85 +   | 0           |       |       |       |       |          |
| 0 | 80-84  | 4           |       |       |       |       |          |
| 4 | 75-79  | 0           |       |       |       |       |          |
| 0 | 70-74  | 8           |       |       |       |       |          |
| 4 | 65-69  | 0           |       |       |       |       |          |
| 4 | 60-64  | 0           |       |       |       |       |          |
| 4 | 55-59  | 0           |       |       |       |       |          |
| 4 | 50-54  | 0           |       |       |       |       |          |
| 4 | 45-49  | 0           |       |       |       |       |          |
| 8 | 40-44  | 20          |       |       |       |       |          |
| 16 | 35-39  | 20          |       |       |       |       |          |
| 4 | 30-34  | 4           |       |       |       |       |          |
| 8 | 25-29  | 8           |       |       |       |       |          |
| 0 | 20-24  | 8           |       |       |       |       |          |
| 12 | 15-20  | 8           |       |       |       |       |          |
| 12 | 10-14  | 16          |       |       |       |       |          |
| 16 | 5-9    | 8           |       |       |       |       |          |
| 0 | 0-4    | 4           |       |       |       |       |          |

## Економіка
2010 року серед 146 осіб працездатного віку (15—64 років) 112 були активними, 34 — неактивними (показник активності 76,7%, у 1999 році було 78,1%). З 112 активних мешканців працювало 108 осіб (49 чоловіків та 59 жінок), безробітними було 4 (3 чоловіки та 1 жінка). Серед 34 неактивних 17 осіб було учнями чи студентами, 11 — пенсіонерами, 6 були неактивними з інших причин.

У 2010 році в муніципалітеті числилось 91 оподатковане домогосподарство, у яких проживали 217,0 особи, медіана доходів виносила 17 759 євро на одного особоспоживача